# Buse d'Hawaï
Buteo solitarius
Espèce
Statut de conservation UICN

 NT  : Quasi menacé
Statut CITES
La Buse d'Hawaï ou ʻio (Buteo solitarius) est une espèce de rapaces endémique d'Hawaï, la seule de l'archipel, qui se reproduit uniquement sur Big Island, dans les arbres de l'espèce Metrosideros polymorpha.

## Description
La Buse d'Hawaï mesure environ 40 à 45 centimètres de longueur. La femelle est plus grosse que le mâle. Deux formes de coloration existent : une sombre (tête, poitrine et dessous des ailes marron foncé) et une claire (tête sombre, poitrine et dessous des ailes clairs). Les pattes sont jaunâtres chez l'adulte et verdâtres chez les jeunes.